# NGC 6959
NGC 6959 је лентикуларна галаксија у сазвежђу Водолија која се налази на NGC листи објеката дубоког неба.
Деклинација објекта је + 0° 25' 49" а ректасцензија 20h 47m 7,2s. Привидна величина (магнитуда) објекта NGC 6959 износи 13,8 а фотографска магнитуда 14,8. NGC 6959 је још познат и под ознакама CGCG 374-13, PGC 65369.